# مسجد الأشرفية (بنغلاديش)
مسجد الأشرفية أو مسجد جامع الأشرفية، هو مسجد يقع في حي أملابارا الحضري، في مدينة نارايانجانج، بنغلاديش.

## التاريخ
تم بناء المسجد خلال فترة الإستعمار البريطاني، ويعود تاريخه إلى تسعينيات القرن التاسع عشر.
يعد المسجد أحد أقدم المساجد في المنطقة، وقد تم العثور على المسجد مسجلاً في الخريطة البريطانية.
في عام 2002 تم تجديد المسجد، فقد المسجد الكثير من تراثه السابق وأسلوبه المعماري وأسلوبه الزخرفي. ولم يبق من المسجد الأصلي في الوقت الحاضر سوى القبة والمحراب والمئذنة.

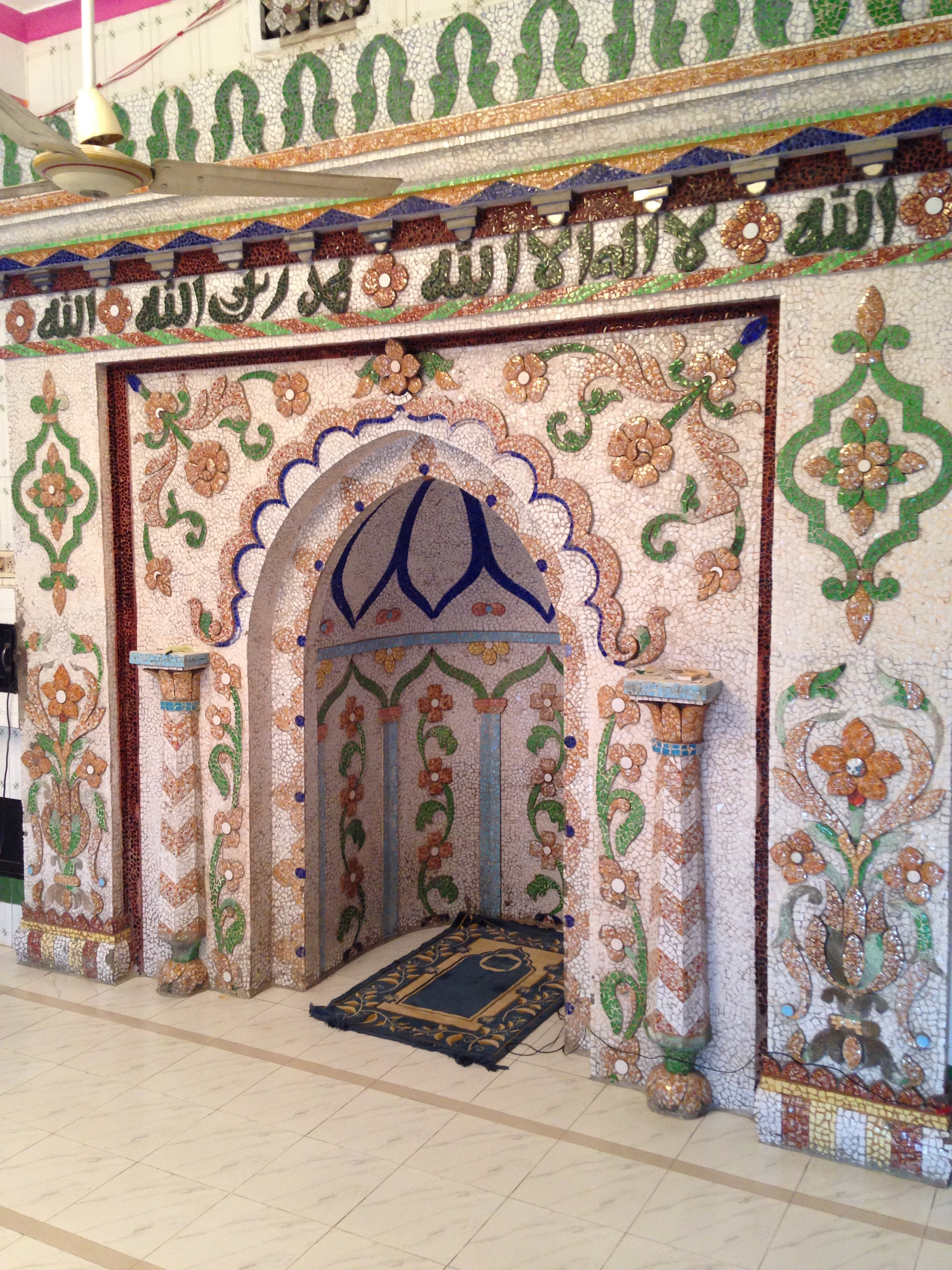
محراب المسجد

على الرغم من أن المسجد تم تشييده في الفترة الإستعمارية، إلا أن البناء اتبع أسلوب العمارة المغولية.  يوجد في الجدار الغربي محراب يمتد من قاعدة الطابق الأرضي إلى ثلث إرتفاع الطابق الأول، يحتوي على الشهادة المكتوبة بالخط العربي.